# Station Rusinowice
Station Rusinowice is een spoorwegstation in de Poolse plaats Rusinowice.